# Gomphurus gonzalezi
Gomphurus gonzalezi – gatunek ważki z rodziny gadziogłówkowatych (Gomphidae). Występuje na terenie Ameryki Północnej – na południu USA (stan Teksas) i w północnym Meksyku.